# Ленинская линия
Ле́нинская ли́ния — первая по дате запуска линия Новосибирского метрополитена. На схемах обозначается красным цветом и числом .
Её первый участок от станции «Красный проспект» до станции «Студенческая» был открыт 7 января 1986 года. Линия проходит под улицами Красный проспект, Октябрьская магистраль, Восход, проспект Карла Маркса.

## История

### Проекты

Распоряжение СМ РСФСР от 12 декабря 1978 года

17 марта 1975 года появилось постановление Совета Министров СССР № 582, разрешавшее приступить к проектированию первой очереди метрополитена в городе Новосибирске. 24 апреля 1975 года ТЭО проекта метрополитена утверждает на своём заседании Совет Министров РСФСР. С июня того же года институтом «Бакметропроект» (г. Баку) начинает разрабатываться технический проект. ТЭО же было разработано проектными институтами города, такими как «Новосибгражданпроект». Изначально прорабатывались сразу два проекта трассировки линии.
Согласно первому, планировалось построить линию так, чтобы от станции «Площадь Ленина» электропоезда шли бы прямо на вокзал Новосибирск-Главный, с сооружением станции вблизи него, потом линия протянулась бы на север, где под площадью Трубникова тоже должна была быть расположена станция с проектным названием «Нарымская» (по названию пересекающей площадь улицы), а затем линия повернула бы к станции «Гагаринская», а за ней — «Площадь Калинина» (ставшая впоследствии «Заельцовской»). При этом «Гагаринская» расположилась бы ближе к площади Калинина, чем по второму варианту.
Пересадочным узлом между Ленинской и Дзержинской линиями в таком случае стала бы станция «Вокзальная» (ставшая «Площадью Гарина-Михайловского»), а не «Красный проспект». В итоге первый проект был отклонён — в целях экономии средств. В качестве второго варианта прорабатывалась существующая трасса. Проект первого участка в составе девяти станций Ленинской линии (от станции «Площадь Калинина» до «Площади Маркса», включая «Спортивную») был утверждён Советом Министров РСФСР 12 декабря 1978 года.
Стоимость сооружения участка оценивалась в 110,5 млн рублей (по ценам тех лет). За месяц до этого первую очередь из 11 станций утвердил Совет Министров СССР. Общая протяжённость первой очереди составляла 13,1 км. Помимо сооружения станций, тоннелей, метромоста с эстакадами, в состав первого участка также входили инженерный корпус и электродепо.

### Расположение
Согласно утверждённому проекту, линия связывает правобережную и левобережную части города, проходя по территории пяти районов Новосибирска: Заельцовскому, Центральному, Октябрьскому, Кировскому и Ленинскому.
Трасса была проложена с севера на запад города: под Красным проспектом, Октябрьской магистралью, улицами Кирова и Восход, далее идёт по метромосту (параллельно Октябрьскому мосту), затем проходит под проспектом Карла Маркса. В настоящее время тоннель заканчивается в начале улицы Титова (у автомобильного кольца).

### Строительство первого участка
Строительство первого участка началось 12 мая 1979 года — после торжественного митинга (в районе будущей «Октябрьской»), посвящённого началу возведения метрополитена в Новосибирске, на котором была забита первая свая. Первыми станциями, с которых началось строительство участка, стали станции «Октябрьская», «Площадь Ленина» и «Студенческая». Перед строительством станций строителям пришлось перекрывать существующие улицы, сооружать и реконструировать временные объездные дороги.
В 1980 году метростроители вели сооружение первого тоннеля Новосибирского метрополитена, на 950-метровом перегоне станций «Октябрьская» — «Площадь Ленина». К июню на перегоне были установлены первые конструкции. Собственно проходческие работы начались в конце августа 1980 года и велись немеханизированным щитом. К октябрю первая сотня метров осталась позади. А 19 июня 1981 года на перегоне состоялась первая сбойка. По этому случаю на главной площади города состоялся торжественный митинг. Первый перегон в итоге был пройден на месяц раньше установленного срока. Затем, в 1982 году, состоялась вторая сбойка (на «Площади Ленина»).
Летом 1980 года началось сооружение 896-метрового метромоста над Обью и надземной эстакадной части (вбит первый колышек и начаты подготовительные работы) и наземной станции, на его левобережной эстакаде. К 10 декабря 1982 года были сооружены опоры. А в начале 1985 года на опоры моста бригадами строителей Мостоотряда № 38 был надвинут металлический пролёт весом 6200 тонн. По поводу этого события состоялся торжественный митинг, на котором было дано обещание сдать объект в срок. К декабрю 1985 года строительство моста было завершено: 19-го числа под нагрузкой в 1300 тонн были проведены его испытания.
Строившаяся же рядом с Горской (в районе существующей зоны отдыха) станция «Спортивная» была законсервирована до лучших времён: проект станции был реализован по минимуму, необходимому для функционирования линии, с возможностью её достройки в будущем. Хотя на некоторых схемах и станциях впоследствии «Спортивная» ещё присутствовала и была отмечена в качестве действующей.

### Пробный поезд и пуск
6 декабря 1985 года в 8.00 утра, от «Октябрьской» до станции «Красный проспект» прошёл первый пробный поезд, а 28 декабря Государственной комиссией был подписан акт о приёме в эксплуатацию участка из пяти станций с крытым метромостом и депо. 7 января 1986 года первый участок (протяжённость 7,3 км) от «Красного проспекта» до станции «Студенческая» был открыт для пассажиров. В тот же день, 7 января, в 18 часов на станции «Площадь Ленина» по случаю открытия участка состоялся городской митинг.

### Второй участок
Одновременно с окончанием работ и последующей сдачей первого участка, в 1985 году начинаются подготовительные, а в 1986 году — строительные работы по станции «Площадь Маркса». В последующие два года начинают строиться ещё две станции Ленинской линии — «Гагаринская» и «Заельцовская». Все три станции планировалось сдать в 1990 году, однако в связи с происходившими в то время изменениями в стране, начавшимися перебоями с финансированием и поставками материалов выполнить эту задачу не удалось.
Участок от станции «Студенческая» до «Площади Маркса» протяжённостью 1,146 км был запущен 26 июля 1991 года. Появившаяся станция стала последней, открытой в СССР. А станции «Гагаринская» и «Заельцовская» открыли свои двери для пассажиров 2 апреля 1992 года, уже после распада Советского Союза. В торжественной церемонии их открытия присутствовали глава администрации города Иван Индинок, мэр Москвы Гавриил Попов и мэр Санкт-Петербурга Анатолий Собчак.. С пуском этого двухкилометрового участка протяжённость линии достигла нынешних 10,5 км.

## Техническая информация

### Депо

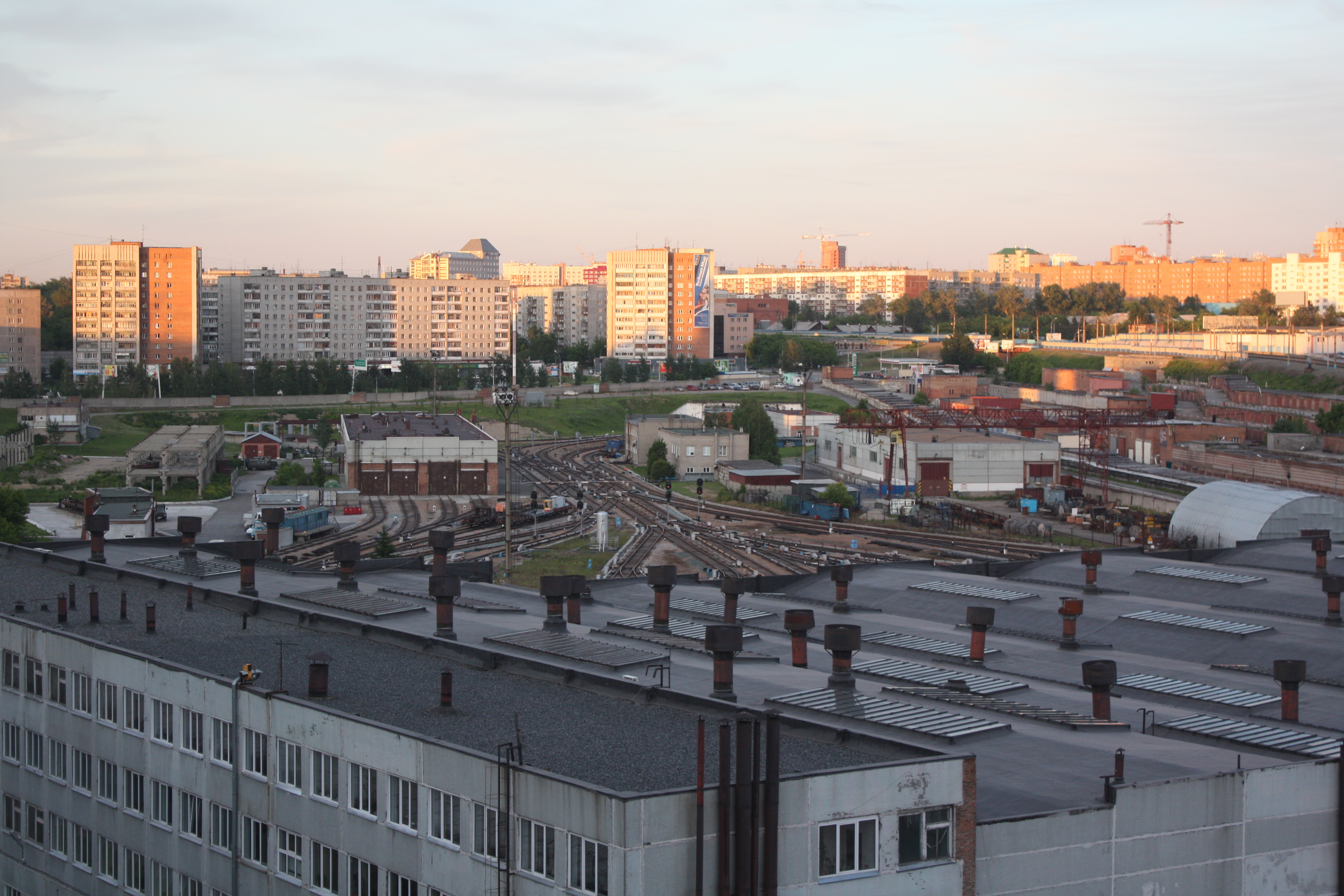
Депо «Ельцовское»

В 1981 году, по нечётной стороне улицы Нарымской, в пойме реки 1-й Ельцовки начинается возведение объектов электродепо ТЧ-1 «Ельцовское». Для подготовки к строительству ещё с 1979 года ельцовскую пойму начали замывать песком с Оби (потребовалось свыше 400 тыс. м³). Для речки Ельцовки на свайном фундаменте пришлось строить бетонный коллектор. 650-метровый коллектор сечением 10 м² два года строил в сложных гидрогеологических условиях Мостоотряд № 38.
Находившийся же здесь частный сектор (более 1200 частных домов) — расселили, выделив для трёх с половиной тысяч проживавших здесь человек 41 тыс. м² жилой площади. Кроме того, из оврага бывшей речки было вывезено более 1 млн м³ грунта. Проектная документация будущего депо разрабатывалась институтом «Новосибметропроект», одновременно с его строительством. В 1981 году площадка будущего «Ельцовского» была готова. Трест «Новосибирскпромстрой» «Главновосибирскстроя» начал строительные работы. Строительство электродепо также осуществляло (2-й генподрядчик) управление «Новосибирскметрострой».
Тоннельный отряд № 29 «Новосибирскметростроя» выполнял свою задачу — с 1981 года начал проходку сразу обоих перегонных тоннелей от депо до станции «Красный проспект». Проходка велась не без проблем. Так, по левому перегонному тоннелю продвигались намного быстрее — он почти на 350 метров опережал второй. Однако в сентябре 1983 года проходческий щит неожиданно встал, наткнувшись на пересекавший левый тоннель лоток. Строители скоро обнаружили, что этот бетонный лоток — остатки старой канализации. Взявшись за отбойные молотки, люди пробивали дорогу для щита, продвигая его вперёд, а куски бетона выносили на руках — к ожидавшим в тоннеле грузовикам. Пройдя лоток, новое испытание — гранитная стенка 1930-х годов, затем ещё один 25-метровый лоток, а после него вдруг хлынула вода и полезли плывуны. Оказалось, что родникам, питавшим Ельцовку, после закрытия реки в бетонный коллектор, перекрыли путь к Оби. Что вызвало повышение уровня грунтовых вод за 2 года, на 6 метров. Однако метростроители вначале не понимали, почему в тоннель поступает тёплая вода. Вскоре нашлось объяснение — это вода из старых, прохудившихся канализаций и водоводов, которая добавляется к грунтовой. Воду обнаружили даже там, где ранее (на стадии изысканий) геологи нашли суглинок. Медленнее, но всё же решили идти вперёд. Вскоре и во втором тоннеле появилась вода. После того, как впереди появилось препятствие в виде насыпи железной дороги, строители приняли решение продолжить проходку к станции одним щитом.
Строители всё это время были заняты строительством целого ряда объектов: тягово-понизительная и компрессорная подстанции, столовая, мотодепо и отстойно-ремонтные корпуса, а также пост электрической централизации стрелок веера ж/д путей. Уже к лету 1985 года все основные корпуса нового электродепо были построены и готовы принять вагоны, а к концу года — проводить обслуживание. В декабре 1985 года депо «Ельцовское» вступило в строй.
На сегодняшний день общая площадь «Ельцовского» электродепо составляет 13,2 га. Протяжённость соединительной ветви — 1,8 км. Депо сегодня обслуживает обе линии метрополитена — как Ленинскую, так и Дзержинскую (до постройки запланированного электродепо «Волочаевское»)

## Станции
|  | Название станции                           | Дата открытия | Пере- садки | Тип станции                              | Глубина (м) | Координаты | Район города       | Вид станции |
|  | ------------------------------------------ | ------------- | ----------- | ---------------------------------------- | ----------- | ---------- | ------------------ | ----------- |
|  | Заельцовская проектное: «Площадь Калинина» | 2 апреля 1992 |             | односводчатая мелкого заложения          | 10          |            | Заельцовский район |             |
|  | Гагаринская                                | 2 апреля 1992 |             | колонная трёхпролётная мелкого заложения | 8           |            | Заельцовский район |             |
|  | Красный проспект                           | 7 января 1986 | Сибирская   | колонная трёхпролётная мелкого заложения | 8           |            | Центральный район  |             |
|  | Площадь Ленина                             | 7 января 1986 |             | односводчатая мелкого заложения          | 9           |            | Центральный район  |             |
|  | Октябрьская                                | 7 января 1986 |             | колонная трёхпролётная мелкого заложения | 11          |            | Октябрьский район  |             |
|  | Речной вокзал                              | 7 января 1986 |             | Полуподземная крытая трёхпролётная       | 6           |            | Октябрьский район  |             |
|  | Студенческая                               | 7 января 1986 |             | колонная трёхпролётная мелкого заложения | 7           |            | Ленинский район    |             |
|  | Площадь Маркса                             | 28 июля 1991  |             | односводчатая мелкого заложения          | 6           |            | Ленинский район    |             |

Все станции Ленинской линии, кроме «Речного вокзала», имеют островные платформы.

### Подвижной состав
На линии используются вагоны 81-717/714. В настоящее время по линии ходят четырёхвагонные составы, хотя платформы всех станций рассчитаны на пять вагонов. В сутки по линии проходят 448 поездов. С 2020 года на линии планируется запустить составы из пяти вагонов.

### Средство сигнализации
В качестве основного средства сигнализации выступает система АЛС-АРС (автоматическая локомотивная сигнализация с автоматическим регулированием скорости) без автостопов и защитных участков. Тип напольного оборудования АЛС-АРС — МАРС 1/5 (восприятие поездом одного показания на локомотивном указателе допустимой скорости (ЛУДС) из пяти возможных), поездного оборудования АЛС-АРС — БАРС.

### Оснащение станций
В 2008 году на платформах 5 самых крупных станций Ленинской линии, с целью повышения эффективности перевозок в часы пик, были нанесены специальные разметки-указатели. Разметка имеет жёлтый цвет, находится в местах расположения дверей поездов (при их остановке) и содержит схему посадки-высадки пассажиров.

Рамка-металлоискатель в зале «Площади Маркса»

К декабрю 2008 года все восемь станций линии, в рамках программы «Безопасность Новосибирского метрополитена», были оборудованы системой видеонаблюдения, которая работает круглосуточно. Система включает 350 камер, работающие не только на платформах, в кассовых залах станций и переходах, но и на входах и служебных мостиках. Вся информация архивируется и хранится в специальной базе, а данные с камер передаются в два т. н. «ситуационных центра», которые находятся в отделе полиции по метрополитену и в помещении поездного диспетчера.

Система СЗИОНТ

К 2011 году вестибюли нескольких станций линии («Студенческая», «Красный проспект», «Гагаринская») были оснащены рамками металлоискателей, для выборочного досмотра пассажиров. Сотрудники метро отметили, что рамки ставят на станциях с маленьким потоком пассажиров и там «одна такая рамка успешно справляется». Однако на таких крупных станциях как «Площадь Маркса» одна рамка может не справиться и придётся либо их ставить две штуки, либо менять всю систему. Помимо рамок на отдельных станциях («Красный проспект») были установлены рентгеновские комплексы персонального досмотра человека типа Homo scan. Досмотр занимает несколько секунд: человек находится внутри кабины комплекса, а специальный луч и линейный детектор его «осматривают» на протяжении 5 секунд. Получаемая доза при подобном досмотре составляет 0,25 мкЗв.
С 20 декабря 2012 года на всех станциях линии работает система СЗИОНТ (система защиты, информирования и оповещения населения на транспорте), внедрённая в период с 2011 года по 2012 год. Система включает терминалы для связи с операторами МЧС, имеет связь с всероссийской системой оповещения населения, а также оборудована датчиками на наличие радиации и химических веществ. Аналогичные терминалы установлены на Дзержинской линии.
К настоящему времени на всех станциях Ленинской линии МЧС установило и внедрило систему ОКСИОН (общероссийская комплексная система информирования и оповещения населения). Система представляет собой комплекс, включающий информационные мониторы, а также кнопки экстренного вызова специальных служб. На мониторы поступает информация о поведении людей в тех или иных экстренных случаях.

## Статистика
- Длина станций на линии, как и на всех станциях Новосибирского метрополитена, стандартная — 102 м, что позволяет поместить на путь до пяти вагонов (в настоящее время используются 4-хвагонные составы). Длина посадочной платформы — 100 м.[10]
- Общее время поездки — от 14 до 15 мин. (от «Красного проспекта» до «Студенческой» — 11 минут[10])
- Интервалы движения поездов на линии составляют от 3 минут (часы пик) до 13 минут (после 23.00)[30].
- Среднесуточная перевозка — 175,7 тысяч пассажиров в сутки (на 2010 год).

## Перспективы развития

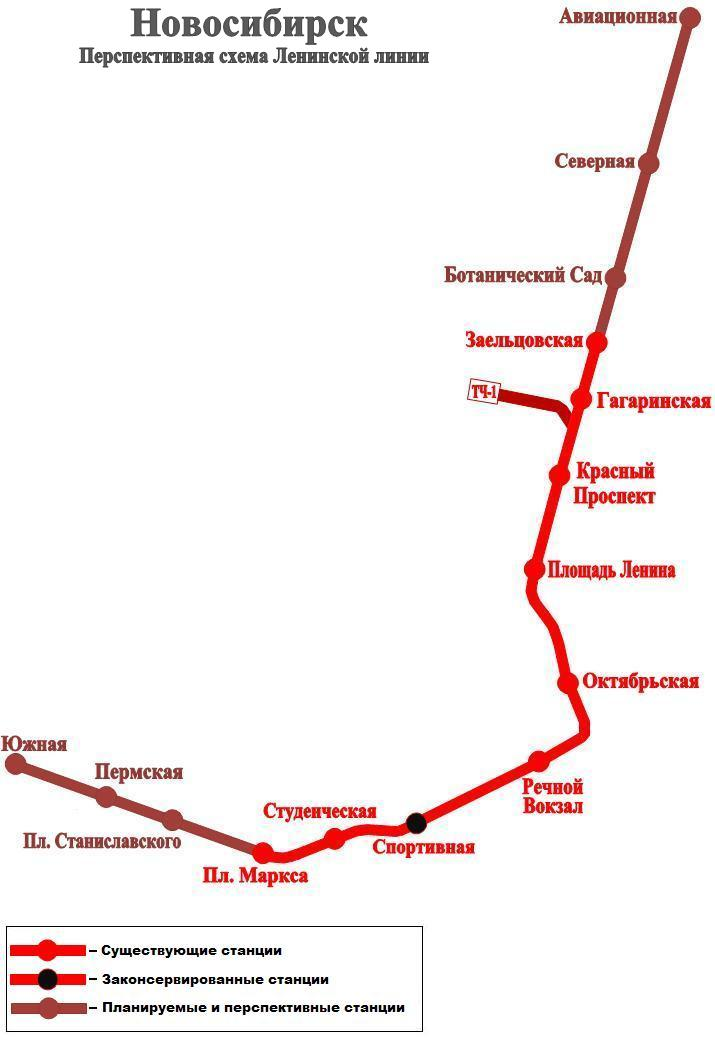
Перспективная схема линии

Первоначально, согласно разработанной и принятой местными властями в начале 1970-х годов «Схеме развития городского транспорта Новосибирска до 2000 года», длина линии должна была составлять 18,6 км. Позднее, в 1980-х годах проектным институтом «Новосибметропроект» была разработана (и утверждена Советом Министров СССР) откорректированная «Генеральная схема развития метрополитена г. Новосибирска», согласно которой по Ленинской линии должны быть расположены 15 станций, а её общая длина должна составлять 20,4 км. В настоящее время на линии, общей протяжённостью 10,5 км, расположены 8 станций.

### Ближайшие перспективы
Согласно текущим планам, следующей по Ленинской линии должна быть построена станция «Площадь Станиславского», которая разместится в Ленинском районе, под одноимённой площадью. Её ввод предполагался утверждённой ещё в 1980-е годы «Программой развития метрополитена до 2015 года». Однако, в связи с нехваткой денежных средств данная программа не выполнялась и станции не строились.
Технико-экономическое обоснование продления линии до «Площади Станиславского» было утверждено Постановлением № 18-09 Государственного комитета по делам строительства РФ 23 апреля 1993 года. Через два года, в 1995 году, на этот участок (длина перегона 1,14 км) была разработана и утверждена рабочая документация, а также разработан проект станции.
До августа 2011 года «Площадь Станиславского» была следующей (14-й) на очереди строительства станцией метро после «Золотой Нивы». А уже после её сдачи планировали вновь перейти на Дзержинскую линию, начав возводить станцию с проектным названием «Гусинобродская» (другое название — «Доватора»).
Однако, 10 августа 2011 года вице-мэр города Андрей Ксензов заявил, что следующей станцией выбрана станция на Дзержинской линии, так как «хотя „Площадь Станиславского“ тоже важна и нужна городу, но всё же она даст существенно меньшее развитие пассажирских перевозок, чем „Доватора“». В августе того же года было отмечено, что вернуться к работам по «Площади Станиславского» власти планируют не ранее через 5—6 лет после ввода станции «Доватора», пуск которой ожидается (в случае успеха с финансированием проекта из федерального бюджета) в 2016 году.
Позднее, в апреле следующего года, новый начальник МУП «УЗСПТС» Александр Мысик заявил, что следом за станцией «Доватора» должны появиться «Волочаевское» электродепо и одноимённая наземная станция зонного типа по Дзержинской линии. Он отметил, что депо со станцией могут быть введены в течение 2—2,5 лет, в период с 2018 года до 2020 года. А развитие левобережной части метро (в том числе «Площади Станиславского»), по словам Мысика, будет идти либо параллельно, либо уже вслед за «Волочаевской» — в зависимости от возможностей.
В августе 2019 года начались подготовительные работы по строительству станции и организация стройплощадки. По состоянию на начало 2020 года, закончены работы по заливке фундамента и ведутся работы по формированию монолитных сооружений станции. В феврале 2020 года на стройплощадке станции запустили электронные часы с обратным отсчётом времени до пуска. 7 апреля 2020 года был определён подрядчик для продолжения строительства станции. Сдать её в эксплуатацию планируется планируется в 2024 году, до этого сроки неоднократно переносились.

### Отдалённые планы
В отдалённой перспективе Ленинскую линию планируется продлить на запад от «Площади Станиславского». Согласно планам, вдоль улицы Титова будут построены ещё две станции: «Пермская» (название улицы на пересечении с улицей Титова) и следующая за ней «Южная», находящаяся на пересечении улиц Титова и Связистов, в районе начала Западного жилмассива.
Кроме того, предполагается развитие линии на север, от станции «Заельцовская», вдоль Красного проспекта. Следующей должна стать станция с рабочим названием «Ботанический сад», рядом с бывшим городским аэропортом должна также появиться станция метро, а ещё две станции запланированы в сторону микрорайона Родники. Предполагается, что эти две станции расположатся в районе перспективных магистралей Космическая и Ельцовская. Первая магистраль направится в сторону Мочище, начинаясь у кинотеатра «Космос». А Ельцовская магистраль расположится в пойме речки 2-я Ельцовка и будет идти в направлении Пашино.

## Пассажиропоток
- В первый же год существования метрополитена 5 станций Ленинской линии перевезли один миллион пассажиров.[49][50]